# Love Their Country
Love Their Country is het vijfde studioalbum van de Amerikaanse punk- en coverband Me First and the Gimme Gimmes. Het album werd uitgegeven op cd en (gekleurd vinyl op 17 oktober 2006 via het label Fat Wreck Chords en bevat covers van nummers uit de countrymuziek.

## Nummers
1. "Much Too Young (To Feel This Damn Old)" (Garth Brooks) - 2:02
2. "(Ghost) Riders in the Sky" (Stan Jones and his Death Valley Rangers) - 1:33
3. "Desperado" (Eagles) - 2:28
4. "On the Road Again" (Willie Nelson) - 2:13
5. "Annie's Song" (John Denver) - 1:42
6. "Jolene" (Dolly Parton) - 1:47
7. "I'm So Lonesome I Could Cry" (Hank Williams) - 2:00
8. "Lookin' for Love" (Johnny Lee) - 1:48
9. "Goodbye Earl" (Dixie Chicks) - 2:25
10. "East Bound and Down" (Jerry Reed) - 1:47
11. "She Believes in Me" (Kenny Rogers) - 2:11
12. "Sunday Morning Coming Down" (Kris Kristofferson) - 3:32

## Muzikanten
Band
- Spike Slawson - zang
- Chris Shiflett - gitaar
- Joey Cape - slaggitaar
- Fat Mike - basgitaar
- Dave Raun - drums

Aanvullende muzikanten
- Brendan Allen - doedelzak (track 7)